# Pražman duhový
Pražman duhový (Calamus penna) je paprskoploutvá ryba z čeledi mořanovití (Sparidae).
Druh byl popsán roku 1830 ichtyologem Achille Valenciennesem.

## Popis a výskyt
Maximální délka ryby je 46 cm.
Oválné a zploštělé tělo stříbřité barvy s duhově levandulovými šupinami, modrými a žlutými odlesky. Někteří jedinci mají modrošedou linku pod očima. Tmavě hnědý pruh pod očima, malá černá skvrna na bázi prsní ploutve.
Byla nalezena ve vodách západního Atlantiku: Florida, od severovýchodní části Mexického zálivu po Rio de Janeiro, celá Západní Indie. Obývají útesové oblasti, mláďata chaluhové porosty.